# Saint-Rome-de-Cernon
Saint-Rome-de-Cernon är en kommun i departementet Aveyron i regionen Occitanien i södra Frankrike. Kommunen ligger  i kantonen Saint-Affrique som ligger i arrondissementet Millau. År 2022 hade Saint-Rome-de-Cernon 961 invånare.

## Befolkningsutveckling
Antalet invånare i kommunen Saint-Rome-de-Cernon
Referens: INSEE